# جامع الطوابع (طوابعي)
جامع الطوابع أو الطوابعي جامع طوابع البريد كهوايةٌ له. والهواة يحتفظون بالطوابع في كتب تُسمى ألبومات الطوابع. يستطيع هواة جمع الطوابع دراسة جوانب مختلفة من الطوابع النهائية وأنواع أخرى من الطوابع، والطوابع المُلغاة، وغيرها من القرطاسية البريدية والمواد الطوابعية.

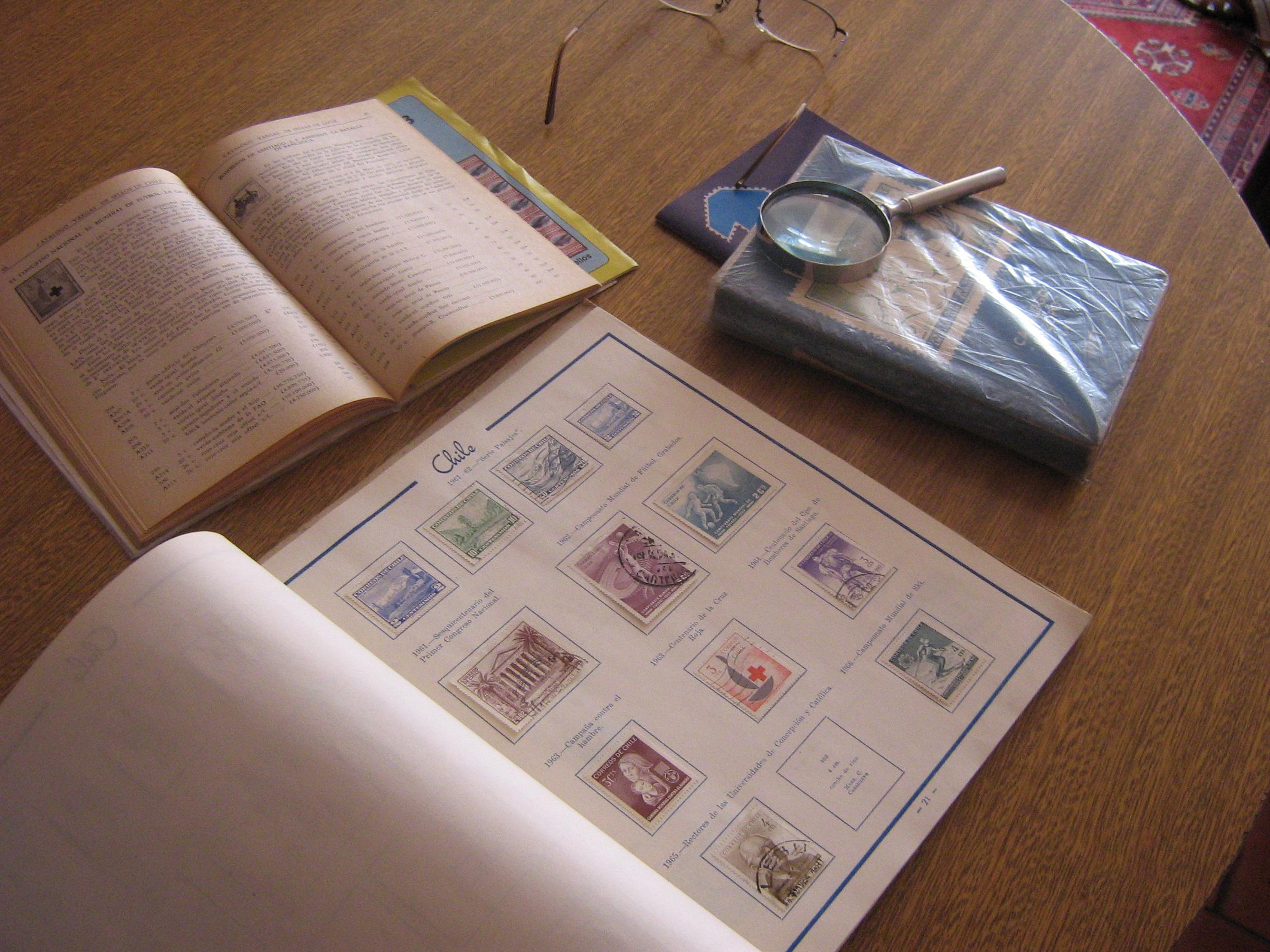
ألبوم الطوابع، ودليل جامع الطوابع، والعدسة المكبرة

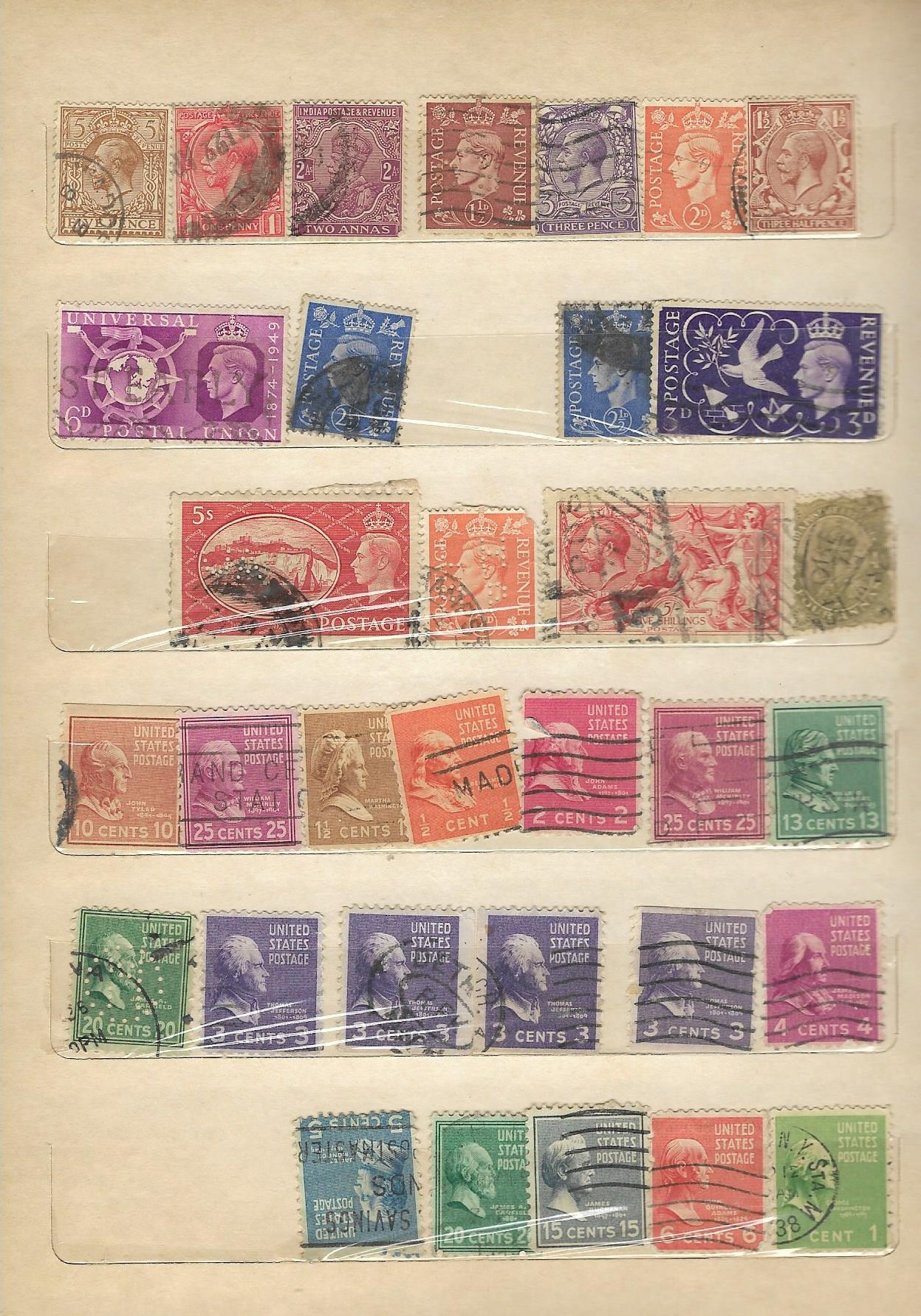
مجموعة من الطوابع محفوظة في ألبوم طوابع بريد

هناك العديد من نوادي جمع الطوابع حول العالم. وللانتماء إلى نادٍ أو جمعية لهواة جمع الطوابع مزايا عديدة. على سبيل المثال، يحصل أعضاء الجمعية الملكية الكندية لهواة جمع الطوابع على مجلات، ويمكنهم الحصول على مساعدة في الاستفسارات عبر الهاتف، وشراء تأمين لمجموعاتهم بسعر مخفّض.